# Wilhelm von Below
Wilhelm Adolph Hans Heinrich von Below (* 28. Oktober 1783 in Klein Machmin; † 14. Dezember 1864 in Stralsund) war ein preußischer Generalleutnant und Inspekteur der Besatzungen der Bundesfestungen.

## Leben

### Herkunft
Wilhelm war der Sohn von Hans Ludwig von Below (* 24. Juni 1734; † 2. Januar 1785) und dessen Ehefrau Wilhelmine Christiane, geborene von Ploetz († 8. März 1822). Der Vater war preußischer Rittmeister a. D., zuletzt im Kürassierregiment „Markgraf Friedrich“, Herr auf Redlin und Runow sowie Geheimer Rat und Kammerpräsident in fürstlich anhaltisch-köthenschen Diensten. Sein Bruder war der Generalleutnant Ludwig von Below (1779–1849).

### Laufbahn
Below besuchte die Kadettenhäuser in Stolp und Berlin. Anschließend wurde er am 1. März 1798 als Junker im Grenadier-Garde-Bataillon der Preußischen Armee angestellt und avancierte bis Mitte März 1801 zum Fähnrich. Mit der Beförderung zum Sekondeleutnant erfolgte am 28. Februar 1806 seine Versetzung in das Grenadierbataillon „Prinz August“, dass sich aus Grenadierkompanien der Regimenter „von Kunheim“ und „von Arnim“ formierte. Während des Vierten Koalitionskrieges wurde Below in der Schlacht bei Auerstedt verwundet, machte den Rückzug bis Prenzlau mit und geriet bei der Kapitulation des Korps Blücher in Gefangenschaft.
Nach dem Krieg wurde Below am 12. November 1808 mit Patent vom 24. Juli 1802 in das Regiment der Garde versetzt, wo er bis Mitte März 1813 zum Kapitän und Kompaniechef avancierte. Während der Befreiungskriege erwarb er für die Schlacht bei Großgörschen das Eiserne Kreuz II. Klasse, kämpfte bei Bautzen und Paris. Bei Paris wurde er wieder verwundet und mit dem Orden der Heiligen Anna II. Klasse ausgezeichnet. Am 30. März 1815 wurde er zum Major befördert und Adjutant beim Prinzen Karl von Mecklenburg-Strelitz, sowie am 3. April 1815 dem 1. Garde-Regiment zu Fuß aggregiert.
Am 12. Oktober 1816 kam er als Erzieher zum jungen Herzog Ludwig von Anhalt-Köthen. In dieser Stellung wurde ihm am 6. April 1818 das Kommandeurskreuz des Ludwigsorden verliehen, bevor er am Mitte Dezember 1818 wieder zum 1. Garde-Regiment zu Fuß kam. Von dort wurde er am 2. Oktober 1824 zur Dienstleistung als Adjutant beim Gouverneur der Festung Mainz kommandiert. Im Jahr 1825 erhielt Below den Johanniterorden und das Dienstkreuz. Er stieg am 30. März 1827 zum Oberstleutnant auf und wurde am 22. Oktober 1829 zum Kommandeur des 36. Infanterie-Regiments (4. Reserve-Regiment) in Mainz ernannt. In dieser Stellung erhielt Below am 10. Dezember 1829 das Ritterkreuz des Leopold-Orden und avancierte am 30. März 1830 zum Oberst. Als solcher war er ab dem 30. März 1834 für zwei Jahre Kommandeur des 35. Infanterie-Regiments und anschließend Kommandeur der in Neiße stationierten 12. Landwehr-Brigade. In dieser Stellung wurde Below am 12. April 1836 dem 35. Infanterie-Regiment aggregiert und am 5. Oktober 1836 mit dem russischen Sankt-Stanislaus-Orden I. Klasse ausgezeichnet. Unter Beförderung zum Generalmajor erfolgte am 30. März 1838 seine Ernennung zum Kommandeur der 1. Garde-Landwehr-Brigade. Dieses Kommando gab er bereits am 4. Mai 1838 wieder ab und übernahm dafür die 2. Garde-Landwehr-Brigade in Berlin. Mit dem Rang eines Divisionskommandeurs wurde Below am 26. Oktober 1843 zum Inspekteur der Besatzungen der Bundesfestungen ernannt. Am 9. Januar 1845 erhielt er auch die Kompetenzen eines Divisionskommandeurs sowie anlässlich des Ordensfestes am 19. Januar 1845 den Stern zum Roten Adlerorden II. Klasse. Am 22. März 1845 wurde Below zum Generalleutnant befördert, bevor er am 24. Juli 1847 seinen Abschied mit Pension nahm. Er starb am 14. Dezember 1864 in Stralsund.

### Familie
Below heiratete am 10. März 1818 in Darmstadt Auguste Zimmermann (* 13. Juni 1798; † 17. April 1874), eine Tochter von Ernst Wilhelm Zimmermann, Mitglied der Regierung des Großherzogtums Hessen. Das Paar hatte drei Töchter:
- Klementine (* 11. März 1819; † 12. August 1888) ⚭ 1840 Carl Reinhold von Krassow (1812–1892)
- Aurelie (* 6. Mai 1829) ⚭ N.N. Freiherr von Forstner, k.k. Rittmeister
- Pauline (* 19. Juli 1825; † 15. Februar 1889) ⚭ 1850 Friedrich Alexander von Bismarck-Bohlen (1818–1894), preußischer General der Kavallerie